# Maßregelvollzug

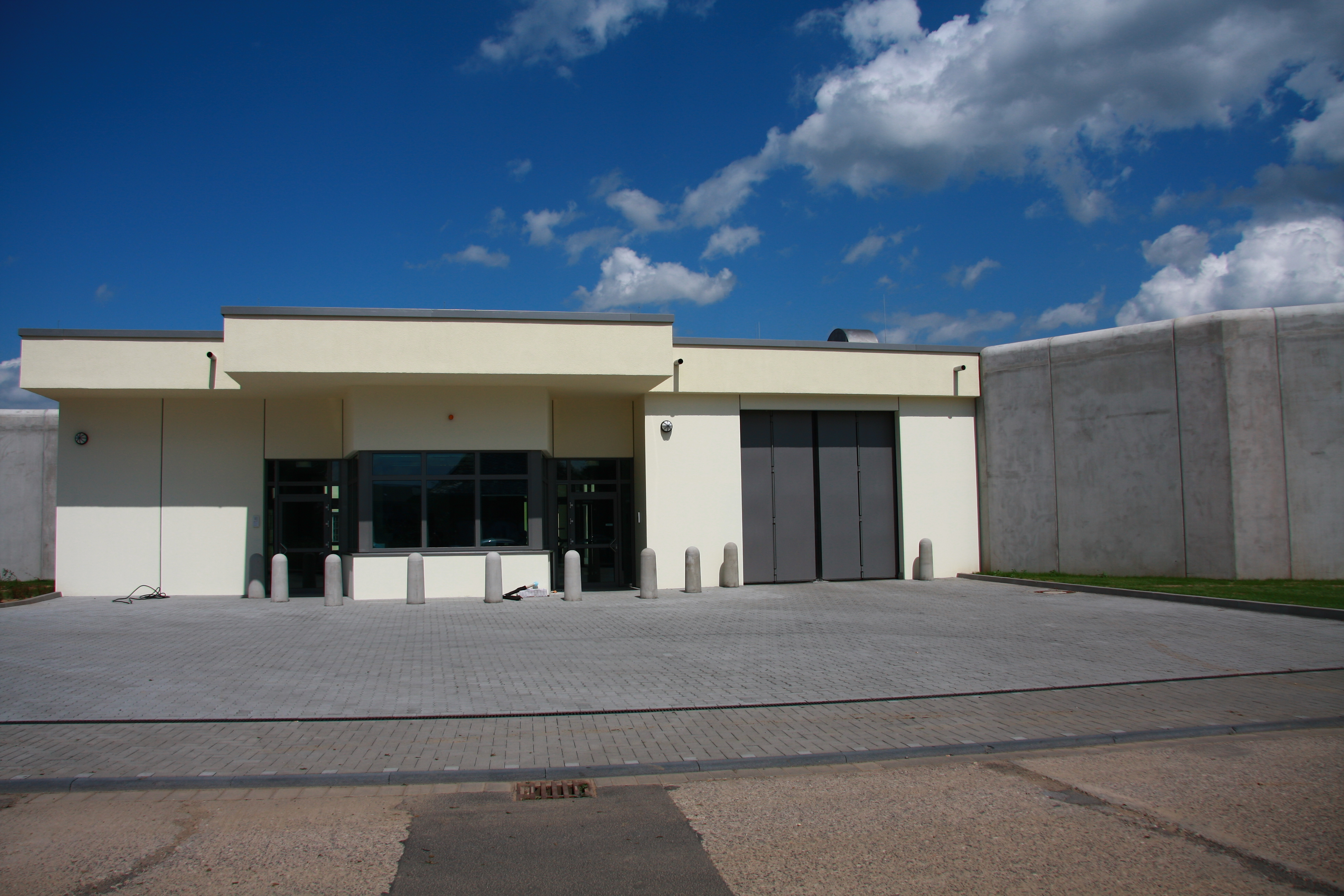
Neubau der Maßregelvollzugsklinik in Köln-Westhoven

Der Maßregelvollzug ist die freiheitsentziehende Unterbringung von psychisch kranken oder suchtkranken Straftätern nach dem deutschen Strafgesetzbuch (StGB). Psychisch kranke Straftäter werden nach § 63 StGB unter bestimmten Umständen in einem psychiatrischen Krankenhaus untergebracht, suchtkranke Straftäter nach § 64 StGB in einer Entziehungsanstalt. Die forensische Psychiatrie ist für die Begutachtung der Straftäter und die Umsetzung des Maßregelvollzugs zuständig.
Der Maßregelvollzug ist vom Strafvollzug und von der Sicherungsverwahrung gefährlicher Straftäter nach § 66 StGB zu unterscheiden, die in Justizvollzugsanstalten stattfinden. Die freiheitsentziehenden Maßregeln der Besserung und Sicherung betreffen zwar auch die Sicherungsverwahrung, diese dient jedoch ausschließlich dem Schutz der Öffentlichkeit.
Das vergleichbare Instrument im österreichischen Strafrecht ist der Maßnahmenvollzug.

## Geschichtliche Hintergründe
Die gesetzliche Umsetzung eines zweigliedrigen Umgangs mit schweren Delikten, Strafe für Tatschuld, Sicherung und Besserung für Schuldunfähigkeit, wurde im September 1893 im Vorentwurf zum schweizerischen Strafgesetzbuch von dem Berner Professor Carl Stooss formuliert. Anfang des 20. Jahrhunderts wurden in Deutschland mehrere Gesetzesentwürfe diskutiert. Am 24. November 1933 verabschiedete der als Gesetzgeber ermächtigte Reichskanzler Adolf Hitler auf Basis eines Referentenentwurfs von 1927, den die Nationalsozialisten noch stark verschärft hatten, das Gewohnheitsverbrechergesetz (RGBl. Teil I, S. 995) mit den Maßregeln der Sicherung und Besserung und der Sicherungsverwahrung. Die Zweispurigkeit des Strafrechts hat bis heute Bestand.

## Statistik

### Zahl der Unterbringungen

#### Deutsche Bundesländer
| Jahr | Personen |
| ---- | -------- |
| 1970 | 4.401    |
| 1975 | 3.677    |
| 1980 | 3.237    |
| 1985 | 3.462    |
| 1990 | 3.649    |
| 1995 | 4.275    |
| 2000 | 5.872    |
| 2005 | 8.113    |
| 2010 | 9.590    |
| 2015 | 9.884    |
| 2018 | 10.171   |

Anders als bei den Statistiken zum Strafvollzug gibt es kein Gesetz für die bundesweite zentrale Erfassung der Zahlen zum Maßregelvollzug, sondern nur eine Verwaltungsvereinbarung. Diese gilt nur für die alten Bundesländer. Die Statistik zum Maßregelvollzug enthält daher nur Daten zu den alten Bundesländern. Die bisher letzte Statistik wurde zum Stand 2013/2014 erhoben.
Nachdem in der Bundesrepublik Deutschland die Psychiatriereform nach 1975 und eine große Strafrechtsreform seit 1973 zu einem Rückgang der Belegungen beitrugen, kam es seit 1990 zu einem starken Anstieg und in der Folge zur Überbelegung der Kliniken (siehe unten).
Im alten Bundesgebiet waren aufgrund strafrichterlicher Anordnung in psychiatrischen Krankenhäusern und Entziehungsanstalten untergebracht:
- am 1. Januar 1987: 3.746 Personen (inklusive einstweiliger Unterbringungen)
- am 31. März 2013, ohne einstweilige Unterbringungen: 10.471[7] Personen (davon 745 weiblich)
  - davon im psychiatrischen Krankenhaus nach § 63 StGB: 6.652 Personen (davon 510 weiblich)
  - davon in der Entziehungsanstalt nach § 64 StGB: 3.819 Personen (davon 235 weiblich); davon ohne Trunksucht: 2.365 Personen (davon 146 weiblich)
- am 1. Januar 2013 in einstweiliger Unterbringung nach § 126a StPO: 556 Personen (davon 60 weiblich)

Im Jahr 2019 wurde die Zahl der Personen im Maßregelvollzug auf 12.000 geschätzt, Anfang 2021 auf mehr als 13.000.
In einer Onlineumfrage wurden 2021 von der Deutschen Gesellschaft für Psychiatrie und Psychotherapie, Psychosomatik und Nervenheilkunde (DGPPN) alle 78 Einrichtungen des Maßregelvollzugs in Deutschland zu Strukturdaten der Einrichtungen, zur Belegungs- und Personalsituation, zu besonderen Vorkommnissen, zur Unterstützung durch Fachaufsichten und Träger sowie zu besonderen Patientenmerkmalen befragt. 45 Einrichtungen (58 %) nahmen an der Umfrage teil. In den 45 befragten Einrichtungen waren zum Zeitpunkt der Datenerhebung insgesamt 7477 Patienten untergebracht. Davon waren 479 Frauen, was einem Anteil von 6,4 % entspricht.

#### Europa
Für die Strafvollzugsstatistik gibt es keine Rechtsgrundlage auf EU-Ebene. Mit der Europäischen Antifolterkonvention von 1989 wurde jedoch der Europäische Ausschuss zur Verhütung von Folter und unmenschlicher oder erniedrigender Behandlung oder Strafe errichtet. Dieser prüft durch Besuche die Behandlung von Personen, denen die Freiheit entzogen ist. Nach jedem Besuch verfasst der Ausschuss einen Bericht über die bei dem Besuch festgestellten Tatsachen unter Berücksichtigung von Äußerungen der betreffenden Vertragspartei und veröffentlicht diesen. Diese Berichte enthalten auch Angaben zur Lage in den psychiatrischen Anstalten bzw. im Maßregelvollzug.

### Kosten
Im Jahre 2004 betrugen in Mecklenburg-Vorpommern die Kosten pro Patientenjahr 92.923 Euro. Eine Hochrechnung des vom Land Mecklenburg-Vorpommern festgelegten Tagessatzes ergibt einen Betrag von 82.198 Euro, der die landesweit anfallenden Gemeinkosten vernachlässigt. Im Vergleich dazu kostete die reguläre Haft im Jahr 2003 nur 35.770 Euro.

## Rechtsgrundlagen
Nach dem Strafgesetzbuch werden im Maßregelvollzug psychisch kranke und suchtkranke Rechtsbrecher untergebracht:
- § 63 StGB – Unterbringung im psychiatrischen Krankenhaus – bezieht sich auf psychisch kranke Straftäter, die als für die Allgemeinheit gefährlich gelten, das heißt, aufgrund eines Zusammenhangs zwischen psychischer Störung und Delikt sind weitere „erhebliche Straftaten“ zu erwarten, also z. B. Verbrechen,[15] Gewaltdelikte oder Delikte, die schweren wirtschaftlichen Schaden anrichten. Voraussetzung für die Unterbringung ist die Feststellung der Schuldunfähigkeit im Sinne von § 20 StGB oder der verminderten Schuldfähigkeit im Sinne von § 21 StGB. Diese Maßregel ist unbefristet.[16]
- § 64 StGB – Unterbringung in der Entziehungsanstalt – bezieht sich auf suchtkranke Straftäter. In diesem Fall muss keine Einschränkung der Schuldfähigkeit vorliegen. Diese Maßregel ist gemäß § 67d StGB grundsätzlich auf zwei Jahre befristet, die Aufenthaltsdauer kann sich jedoch verlängern, wenn die Unterbringung neben einer längeren Freiheitsstrafe verhängt wurde.

Fachlich zuständig ist die forensische Psychiatrie. Die genannten Feststellungen trifft das Gericht in der Hauptverhandlung. Die Betroffenen werden anschließend in den Maßregelvollzug eingewiesen.
Im Vollzug gelten Gesetze der Bundesländer, je nach Bundesland entweder ein Maßregelvollzugsgesetz oder ein Psychisch-Kranken-Gesetz. Seit einem Urteil des Bundesverfassungsgerichts im Jahre 1985 gilt für den Maßregelvollzug der Grundsatz der Verhältnismäßigkeit.
Nachdem skandalöse Fälle wie die von Gustl Mollath und Ilona Haslbauer für Empörung in der Öffentlichkeit gesorgt hatten, wurden Reformen zur „Unterbringung nach § 63 StGB“ in Aussicht gestellt. Am 28. April 2016 beschloss der Bundestag ein vom Justizministerium vorgelegtes Gesetz, durch das der Grundsatz der Verhältnismäßigkeit im Maßregelvollzug gestärkt werden sollte.
Minister Heiko Maas erklärte dazu:

„Mit dem nun beschlossenen Gesetz sorgen wir dafür, dass Betroffene besser vor unverhältnismäßigen und unverhältnismäßig langen Unterbringungen geschützt sind, ohne dass wir das Sicherheitsinteresse der Allgemeinheit aus den Augen verlieren. Lebenslange Unterbringungen sollen zwar nach wie vor möglich sein, aber nur noch in wirklich schweren Fällen. Personen, bei denen lediglich das Risiko von Straftaten mit geringem wirtschaftlichen Schaden besteht, müssen nicht im Maßregelvollzug untergebracht werden. Und: Unterbringungen nach § 63 StGB werden künftig engmaschiger durch fachliche Gutachten auf ihre weitere Notwendigkeit hin überprüft.“

Wegen des Bezugs zum Fall Mollath wurde der durch das Gesetz geänderte Paragraph 63 auch als „Mollath-Paragraph“ bezeichnet.
Die Gesetzesänderung wurde in vielerlei Hinsicht als völlig unzureichend kritisiert und dass durch sie notwendige Verbesserungen nicht erreicht werden können.

## Einrichtungen des Maßregelvollzugs
Die Maßregelvollzugs-Einrichtungen sind psychiatrisch-forensische Fachkrankenhäuser oder Abteilungen an psychiatrischen Kliniken. In Deutschland gibt es 78 Einrichtungen des Maßregelvollzugs (Stand 2021).
Mehrere Bundesländer haben forensische Institutsambulanzen eingerichtet. So sollen Entlassungen beschleunigt werden, ohne das Risiko für die Bevölkerung zu erhöhen. Modellprojekte in Hessen, Baden-Württemberg und Nordrhein-Westfalen haben belegt, dass die Zahl einschlägiger Rückfälle durch eine konsequente Nachbehandlung deutlich gesenkt wird. Beispielsweise haben sich forensische Ambulanzen an den Kliniken in Hessen bewährt.
In einigen Bundesländern gibt es im Maßregelvollzug ehrenamtliche Beiräte, deren Aufgaben je nach Bundesland unterschiedlich definiert sein können. In Brandenburg sollen die Beiräte „als Mittler zwischen den Einrichtungen und der Öffentlichkeit dienen“, indem sie in Zusammenarbeit mit dem jeweiligen Träger über den Maßregelvollzug verständlich informieren und dadurch die Akzeptanz in der Bevölkerung fördern. In Bayern sollen sie die Leitung der Einrichtung durch Anregungen und Verbesserungsvorschläge unterstützen. In Nordrhein-Westfalen, wo Beiräte bereits 1999 gesetzlich eingerichtet wurden, fungieren sie als Mittler zwischen Klinik, Träger, Landesregierung und Bevölkerung, aber auch als Berater der Klinikleitungen.
Auch gibt es Ombudspersonen, die sich um Klagen, Beschwerden und Anregungen der forensischen Patienten kümmern. Berufen werden die Ombudspersonen von den Direktoren des jeweiligen Landschaftsverbandes als unterste Aufsichtsbehörde des Maßregelvollzuges.

## Auftrag und Herausforderungen
Die im Maßregelvollzug untergebrachten Personen werden in erster Linie als Patienten betrachtet. Es gilt aber der gesetzliche Auftrag der „Besserung und Sicherung“. Maßregelvollzugseinrichtungen sollen einerseits ein Höchstmaß an Sicherheit für die Bevölkerung gewährleisten, andererseits durch eine sinnvolle Therapie eine möglichst weitgehende psychische Stabilisierung und letztlich die Resozialisierung der Patienten ermöglichen. Dieser Zielkonflikt ist nur lösbar durch abgestufte, ständig überprüfte Lockerungen des Vollzugs bis hin zum Freigang und Urlaub.

### Krankheitsbilder
Viele der gemäß § 63 StGB untergebrachten Patienten leiden unter schizophrenen Psychosen, oft in Überlagerung mit Abhängigkeitserkrankungen. Eine andere große Gruppe leidet unter schweren Persönlichkeitsstörungen oder unter schwer behandelbaren sexuellen Abweichungen (Paraphilien) wie Pädophilie. Vergleichsweise seltener sind affektive Psychosen (etwa chronische Manien), andere Wahnkrankheiten (z. B. anhaltende wahnhafte Störung, isolierter Eifersuchtswahn) oder organisch bedingte Psychosen. Eine kleinere Gruppe hat eine Intelligenzminderung, oft einhergehend mit Impulskontrollstörung.
Im Vollzug gemäß § 64 StGB steht die Alkoholabhängigkeit im Vordergrund, danach Drogenabhängigkeit, häufig liegen zugleich schwere Persönlichkeitsstörungen vor.

### Sicherheit
Die Sicherheit wird einerseits durch bauliche und technische Maßnahmen gewährleistet, andererseits durch die Therapie der Patienten und deren Beziehungen zu den Betreuern und Therapeuten. Die Sicherheitsmaßnahmen richten sich nach der Ausprägung des Krankheitsbildes und des Risikoprofils (Fluchtgefahr, Gewaltbereitschaft, psychische Instabilität, Art der Störung). Neue oder als besonders gefährlich eingestufte Patienten werden in besonders gesicherten Bereichen untergebracht. Zu den technischen Maßnahmen zählen Sicherheitsschleusen, Überwachungskameras, Fenstervergitterung sowie Zäune. Möbel und Einrichtungsgegenstände im Anti-Ligatur-Design sollen Suizide verhindern. Der beste Schutz vor Entweichungen wie vor Rückfällen ist, wenn sich Patienten im Rahmen der Therapie psychisch stabilisieren oder „nachreifen“ und neue Kompetenzen erwerben. Die Rückfallquote ist deutlich niedriger als im Strafvollzug.

### Therapie
Viele Patienten leiden selbst unter ihren psychischen Störungen oder durch deren Folgen. Eine nachhaltige Stabilisierung der psychischen Störungen und damit Sicherheit kann nur durch eine erfolgreiche Therapie erreicht werden. Dies erfordert (menschlich und fachlich) besonders qualifizierte Therapeuten, denen es gelingt, die Patienten nicht nur als Täter, sondern als hilfebedürftigen Menschen wahrzunehmen und ihnen eine wohlwollende Beziehung anzubieten. Das spezifische Behandlungs-Know-how ist bisher als Ausbildungsinhalt kaum verfügbar, sondern existiert als gewonnenes Wissen an Maßregelvollzugseinrichtungen, die sich seit langem um Therapien bemühen. Die Erfolgsaussichten der Therapie im Maßregelvollzug sind jedoch fragwürdig, auch besteht die Gefahr auf Hospitalisierungsschäden, die durch den Aufenthalt verursacht werden können.
Die Behandlung erstreckt sich oft über Jahre, weil die rechtlichen Anforderungen an die Entlassung hoch sind. Zudem gibt es im Maßregelvollzug keine maximale Haftdauer. In manchen Fällen müssen Patienten gegen ihren Willen behandelt werden (siehe Zwangsbehandlung im Maßregelvollzug).

### Prognosen, Entlassung auf Bewährung, Resozialisierung
Die Entlassung zur Bewährung ist erst möglich, wenn forensische Sachverständige eine günstige Prognose stellen. Im Zuge der Strafrechtsreformen seit 1998 wurde die Entlassung aus dem Maßregelvollzug vom Gesetzgeber unter öffentlichem Druck deutlich erschwert.
Bei der Prognose zum Risiko erneuter einschlägiger Straftaten werden klinisch-intuitive, statistische und kriterienorientierte Methoden unterschieden. Letztere verwenden Checklisten, die besonders risikoträchtige Merkmale des Patienten abprüfen und teilweise quantitativ bewertet werden. Die Gerichte verlangen zunehmend die Einbeziehung der Checklisten. Eine interdisziplinäre Arbeitsgruppe aus Richtern am Bundesgerichtshof, weiteren Juristen und forensischen Experten hat im Jahr 2006 Empfehlungen für Mindestanforderungen an forensische Prognosegutachten veröffentlicht. Eine Studie aus dem Jahr 2017 ergab, dass diese Empfehlungen noch nicht konsequent befolgt werden; die schwankende Zuverlässigkeit der Prognosegutachten bleibt weiterhin problematisch. Interessenskonflikte, sei es wirtschaftlich oder tendenzorientiert, sowie mangelnde Einbüßungen bei Fehlprognosen sind dabei problematisch.
Zuständig für die Resozialisierung der Maßregelvollzugspatienten im Sinne einer Letztverantwortung sind die Strafvollstreckungskammern, die mit Berufsrichtern besetzt sind. Diese überprüfen auch regelmäßig die Fortdauer der Maßregel. Wenn ärztlicherseits keine Entlassung eines „Langliegers“ empfohlen wird, kann das zuständige Gericht die Entlassung wegen Unverhältnismäßigkeit des weiteren Vollzugs anordnen.
Eine Untersuchung zum Erfolg der Behandlungen im Maßregelvollzug ergab für den Zeitraum 2001 bis 2009 eine Legalbewährungsquote von 93,7 % bei Paragraf-63-Patienten bzw. 84,5 % bei Paragraf-64-Patienten, jeweils bezogen auf ein Jahr nach Entlassung. Extreme Entgleisungen wie der Doppelmord von Bodenfelde im November 2010, bei dem ein ehemaliger Maßregelvollzugsinsasse zwei Personen im Alter von 13 und 14 Jahren ermordete, sind seltene Ausnahmen. Dieser Fall war ungewöhnlich, weil der Täter zwölf Jahre lang fast permanent unter staatlicher Kontrolle stand und auch nach seiner Entlassung zahlreiche Kontakte zu kontrollierenden Instanzen hatte (forensische Ambulanz, Bewährungshelferin, Führungsaufsichtsstelle und Polizei, mit Beteiligung der Strafvollstreckungskammer), aber vor dem Doppelmord nur als psychisch instabiler Kleinkrimineller und nicht als Gewalttäter bekannt war.

### Entweichungen
Die Einrichtungen zum Maßregelvollzug weisen darauf hin, dass die Zahl der Entweichungen gering ist. Oft werden die entlaufenen Personen bald gefasst oder kehren freiwillig zurück. Laut Udo Frank, ärztlicher Leiter der Klinik für Forensische Psychiatrie und Psychotherapie Ravensburg-Bodensee, kommt es bei Entweichungen „selten zu schlimmeren Verstößen als Schwarzfahren“. Die Medien berichten jedoch in der Regel über die seltenen Fälle mit schlechtem Ausgang. Diese verzerrende Berichterstattung verstärkt die diffusen Ängste und Vorbehalte in der Bevölkerung, insbesondere in Gemeinden, in denen forensische Einrichtungen angesiedelt sind.

### Überbelegung
Die Belegung der Kliniken nimmt seit Jahren stetig zu. Die Zahl der Untergebrachten stieg zum Beispiel in Baden-Württemberg von 2000 bis 2018 um 58 Prozent. Im Jahr 2019 waren etwa in der Klinik in Ravensburg-Weissenau, die 107 Planbetten hat, 145 Patienten untergebracht. Recherchen von Buzzfeed News Deutschland ergaben, dass es 2020 für rund 13.000 Patienten nur rund 11.000 Planbetten gab. In neun Bundesländern waren die Kliniken überfüllt.
Die Arbeit der Ärzte und Pfleger wird durch die Überbelegung erheblich erschwert, es fehlt an Betten und Personal. Bei den Patienten führt die Überbelegung zu mehr Konflikten und Übergriffen. Um neue Patienten aufnehmen zu können, müssen bisherige Patienten teils verfrüht entlassen werden, was den Erfolg der Therapien gefährdet.
Verschiedene Ursachen tragen zu dieser Entwicklung bei. Die Patienten sind laut Experten tendenziell schwerer gestört und gefährlicher als früher. Zugleich nimmt die Unterbringungsdauer zu, teils auch aufgrund von bürokratischen Vorschriften und weil es an Einrichtungen für die Nachsorge nach der Entlassung mangelt. Jeder dritte der psychisch Kranken bleibt länger als zehn Jahre im Maßregelvollzug. Dazu kommen die wachsende Bevölkerungszahl und seit einigen Jahren die zusätzliche Belastung durch traumatisierte Flüchtlinge, die straffällig werden und im Maßregelvollzug landen.
Da die Zahl der Suchtkranken seit 2000 stark angestiegen ist, leiden besonders die Entziehungsanstalten unter der Überbelegung. Dazu kommt, dass zunehmend Patienten eingewiesen werden, die nicht suchtkrank sind und eigentlich in den Strafvollzug gehören; sie wollen von der komfortableren Unterbringung in einer Entziehungsanstalt profitieren oder hoffen darauf, früher auf Bewährung entlassen zu werden.

## Kritik
Der Fall Gustl Mollath und ähnliche Fälle erinnern daran, dass das System des Maßregelvollzugs fehleranfällig ist. Der Journalist und Jurist Heribert Prantl (Süddeutsche Zeitung) schrieb im November 2012 zum Fall Gustl Mollath in einem Kommentar:

„Der Fall zeigt: Eine Justiz, die Menschen ohne gründlichste Prüfung einen Wahn andichtet, ist selbst wahnsinnig. […]
 Der Fall Mollath ist in der Tat einer, in dem sich die grausamen Schwächen des Paragrafen 63 des Strafgesetzbuches symptomatisch zeigen. Kaum ein anderer Paragraf hat so massive Auswirkungen wie dieser, aber kaum ein anderer Paragraf genießt so wenig Beachtung. Der ‚63er‘ ist der Paragraf, der einen Straftäter flugs in die Psychiatrie bringt, aus der er dann gar nicht mehr flugs herauskommt. Dieser § 63 ist ein dunkler Ort des deutschen Strafrechts […]
 Rechtsanwälte sagen, dass es keinen zweiten Bereich in der Justiz gibt, in dem dermaßen viel im Argen liegt. Sie versuchen daher, ihn weiträumig zu umgehen: Früher plädierte ein Verteidiger, um ein günstiges Urteil herauszuholen, auf ‚vermindert schuldfähig‘; dann kann nämlich die Strafe gemildert werden. Heute ist so ein Plädoyer ein schwerer Fehler: Wenn verminderte Schuldfähigkeit oder gar Schuldunfähigkeit attestiert wird, folgt die Einweisung in die Psychiatrie fast automatisch.“

In einem weiteren Kommentar zum Fall Mollath schrieb Prantl im August 2013, es sei beklemmend, dass eine gewaltige öffentliche Aufmerksamkeit nötig war, um die überfällige Selbstkorrektur der Justiz in diesem Fall anzustoßen. Er zog das Fazit: „Die forensische Psychiatrie ist und bleibt vorerst die Dunkelkammer des Rechts; und der Paragraf 63 Strafgesetzbuch, mittels dessen die Verurteilten dorthin verbracht werden, bleibt ein Paragraf, der in Theorie und Praxis rechtsstaatlichen Ansprüchen nicht genügt. Es gibt aber die Hoffnung, dass sich das nun, im Lichte des Falles Mollath, ändert.“ Prantls Formulierung „Dunkelkammer des Rechts“ wurde in der Folge vielfach rezipiert.
Der Medizinjournalist Eckart Roloff äußerte Kritik an dem Begriff „Maßregelvollzug“, der mit den Worten „Vollzug“ und „Maßregel“ in keiner Weise erkennen lasse, worum es bei der psychiatrischen und forensischen Behandlung der Betroffenen gehe.
In seinem 2014 erschienenen Buch Der Fall Mollath – Vom Versagen der Justiz und Psychiatrie schreibt der Hamburger Strafverteidiger Gerhard Strate:

„Der unmittelbare Einfluss, den forensisch-psychiatrische Gutachten auf Gerichtsentscheidungen ausüben, sollte die Gesellschaft hellhörig machen: Liegt dem Gericht die Aussage eines Sachverständigen vor, geschieht es höchst selten, dass es gegen den gutachterlichen Rat entscheidet oder die Ausführungen zumindest kritisch hinterfragt. Auch der Maßregelvollzug selbst ist ein konturloses Gebilde, das offiziell zwar nicht dem Strafvollzug, sondern angeblicher Therapie gilt, von manchen Betroffenen jedoch als weitaus schlimmer erlebt wird denn eine Gefängnisstrafe.“

Bei der Rede, die Ilona Haslbauer anlässlich ihrer Freilassung aus der Forensischen Psychiatrie am 14. August 2014 hielt, stand sie neben Gustl Mollath und sagte:

„Es ist eine Schande für unseren demokratischen Staat. Es ändert sich erst etwas, wenn dieser § 63 StGB endlich abgeschafft wird. Abgeschafft und nicht reformiert, denn jede Reform ist nur Kosmetik durch diejenigen, die gegen diese Auswüchse bis heute nichts gemacht haben. Das Übel muss an der Wurzel gepackt und ausgerissen werden. Wir brauchen einen Paradigmenwechsel. Gustl Mollath und ich, wir sind nur die Spitze der Spitze des Eisberges […]“

In einer Podiumsdiskussion in München am 24. November 2014 wurden die Defizite im Maßregelvollzug erörtert. Dabei schilderten die Betroffenen Gustl Mollath und Ilona Haslbauer ihre Erfahrungen aus dem Alltag in der Forensischen Psychiatrie.
Zu den Bereichen, die innerhalb des Maßregelvollzugs beanstandet werden, zählt auch die Überlastung der damit Befassten, sei es die Justiz, die Medizin oder die Polizei.